# Fæstningen Poznań
Fæstningen Poznań (tysk Festung Posen) – et sæt af befæstninger bygget i byen Poznań (Polen) i det nittende og begyndelsen af det tyvende århundrede, det tredjestørste system af sin art i Europa.
- Wikimedia Commons har flere filer relateret til Fæstningen Poznań

| Militær | Spire Denne artikel om militær er en spire som bør udbygges. Du er velkommen til at hjælpe Wikipedia ved at udvide den. |

52°25′19″N 16°56′07″Ø / 52.4219°N 16.9352°Ø